# Sorubim
Sorubim is een geslacht van straalvinnige vissen uit de familie van de antennemeervallen (Pimelodidae).

## Soorten
- Sorubim cuspicaudus Littmann, Burr & Nass, 2000
- Sorubim elongatus Littmann, Burr, Schmidt & Isern, 2001
- Sorubim lima (Bloch & Schneider, 1801)
- Sorubim maniradii Littmann, Burr & Buitrago-Suarez, 2001
- Sorubim trigonocephalus Miranda Ribeiro, 1920